# 奥唐日
奥唐日（法語：Ottange，法語發音：[ɔtɑ̃ʒ]）是法国摩泽尔省的一个市镇，位于该省西北部，北与卢森堡接壤，属于蒂永维尔区。

## 地理
奥唐日（49°26'32"N, 6°1'6"E）面积15.48 平方千米，位于法国大東部大區摩泽尔省，该省份为法国东北部内陆省份，是洛林的一部分，西南接默尔特-摩泽尔省，东临下莱茵省，北与卢森堡和德国接壤。
与奥唐日接壤的市镇（或旧市镇、城区）包括：欧丹勒蒂什、欧梅斯、罗雄维莱、特雷桑日、沃尔默朗日莱米讷。
奥唐日的时区为UTC+01:00、UTC+02:00（夏令时）。

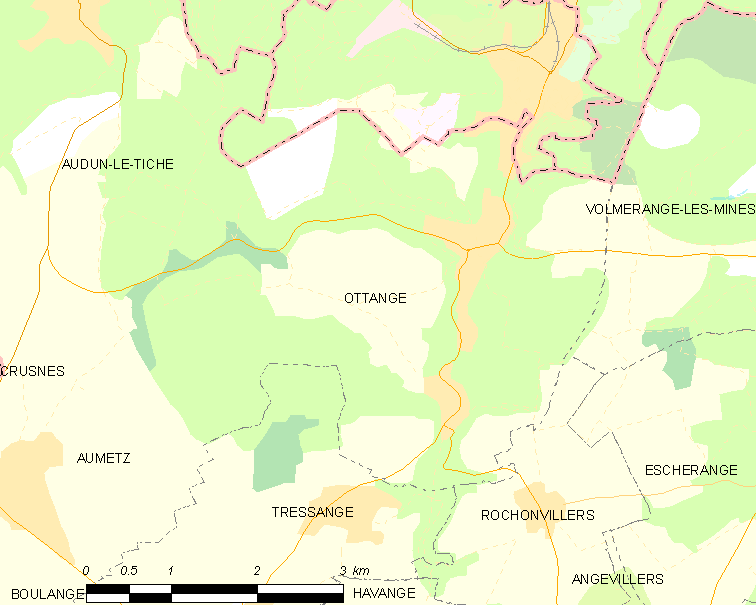
奥唐日的OSM定位图

## 行政
奥唐日的邮政编码为57840，INSEE市镇编码为57529。

## 政治
奥唐日所属的省级选区为阿尔格朗日县。

## 交通
摩泽尔省省道D15线和D59线在境内交汇。

## 人口

1962-2008年间奥唐日人口变化图示

奥唐日于2022年1月1日时的人口数量为3012人。